# Darfur
Darfur (tudi Dar Fur) je pokrajina na zahodnem območju Sudana, ki meji na Libijo, Čad in Centralnoafriško republiko. Obsega področje približno 509.056 km² (kar je približna velikost Nemčije) gorskega sveta, poseljenega z vaškim prebivalstvom, ki živi v zelo težkih življenjskih razmerah. Trenutno so izpostavljeni še vpadom muslimanskih milic. V ozadju teh dogodkov naj bi bili rudna bogastva in velike multinacionalke (Chevron, Shell).

## Kriza v Darfurju
Kriza v Darfurju je izbruhnila 26. februarja 2003 zaradi suše, širjenja puščav in prenaseljenosti. Gre za spopad med nomadskimi plemeni (večinoma Arabci), ki jih podpira sudanska vlada, in črnskimi poljedelci. Kriza še vedno traja, terjala pa je do leta 2009 med 6 milijoni prebivalcev (kolikor naj bi jih štel Darfur leta 2003) 2,7 milijona beguncev in nekaj nad 300.000 mrtvih. Mnogi za razsežnost krize krivijo tudi neodločen odziv mednarodne skupnosti in nemoč humanitarnih organizacij da pride do tistih skupin prebivalstva, katere so pomoči najbolj potrebne. V Darfurju gre tudi za genocid nad prebivalstvom nearabskega porekla. 
K pomoči je pozival tudi slovenski predsednik Janez Drnovšek. 17. novembra 2006 je sudanska vlada privolila v mirovno misijo enot Združenih narodov, vendar je kasneje predstavnike mirovnih sil izgnala iz države ter preprečila prihod preiskovalcev Združenih narodov. Marca 2009 je Mednarodno kazensko sodišče izdalo nalog za aretacijo sudanskega predsednika Omarja Hassana al Baširja zaradi vojnih zločinov in zločinov proti človeštvu v Darfurju. Al Bašir je prvi voditelj države, proti kateremu je bil izrečen tak ukrep v času, ko je bil še na oblasti, a ta avtoritete mednarodnega sodišča ne priznava.